# New Orleans and Northeastern Railroad

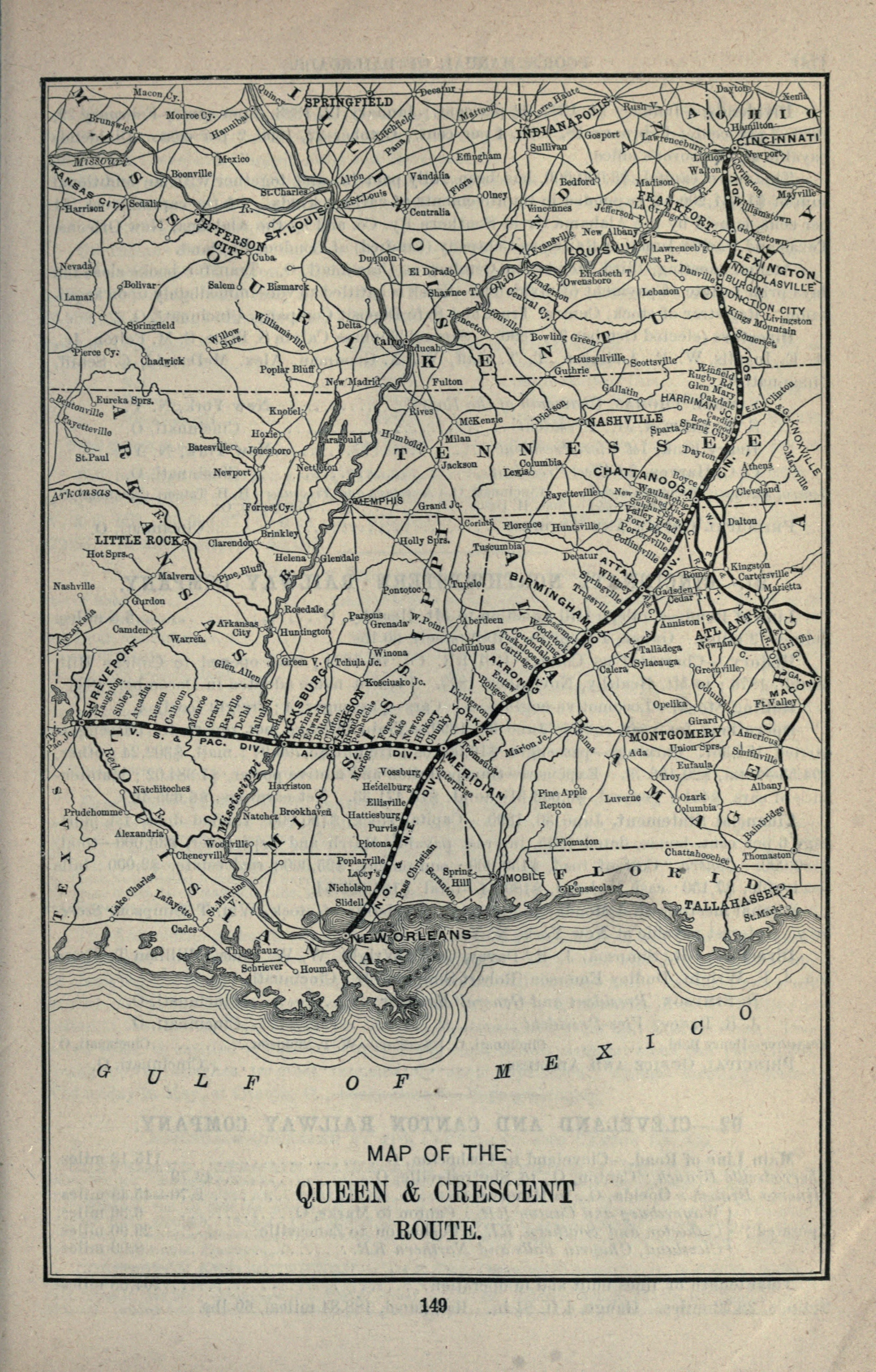
Poor’s 1891: Queen and Crescent Route

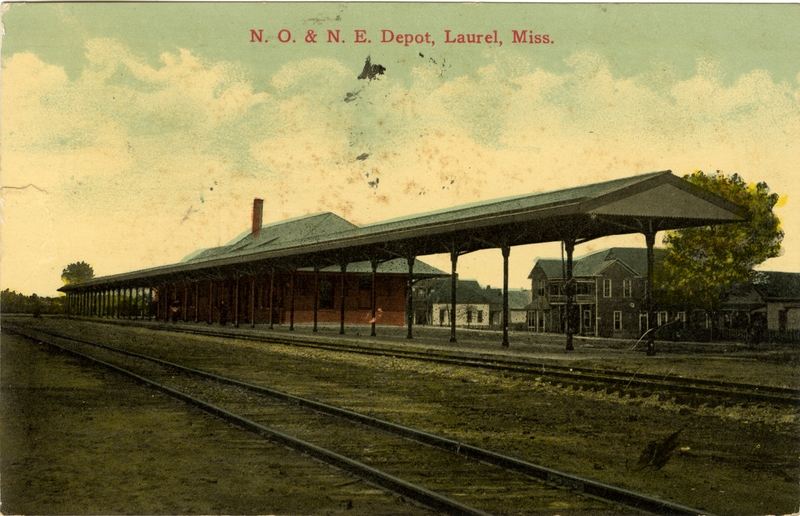
Bahnhof der Gesellschaft in Laurel (Mississippi)

Die New Orleans and Northeastern Railroad (NO&NE) war eine amerikanische Class I-Bahngesellschaft in Louisiana und Mississippi. Die Gesellschaft bestand von 1868 bis 1969.

## Geschichte
Die Gesellschaft wurde am 14. Oktober 1868 in Louisiana und 30. März 1871 in Mississippi konzessioniert. Ziel war der Bau einer 315 Kilometer langen Bahnstrecke zwischen New Orleans und Meridian. Der Bau verzögerte sich bis Anfang der 1880er Jahre. 1881 übernahm die britische Holding-Gesellschaft Alabama, New Orleans and Texas Pacific Junction Railways die Kontrolle der NO&NE. Der Bau begann im Folgejahr und wurde am 1. November 1883 vollendet. Im November 1916 erwarb die J.P. Morgan & Company im Auftrag der Southern Railway die Gesellschaft. Die Strecke bildete nunmehr einen Teil der „Queen & Crescent Route“ der Southern Railway zwischen Cincinnati und New Orleans. Der Betrieb erfolgte ab diesem Zeitpunkt durch die Southern Railway. Im Jahr 1969 wurde die Gesellschaft in die Southern Railway-Tochter Alabama Great Southern Railroad eingegliedert. Die Strecke ist weiterhin in Betrieb und gehört zur Norfolk Southern Railway.
Neben ihrer eigenen Strecke besaß die Gesellschaft Streckennutzungsrechte über die Alabama and Vicksburg Railway und die Meridian Terminal Company in Meridian, um die Terminal Station zu erreichen, sowie in New Orleans über die Strecke der New Orleans Terminal Company von Terminal Junction zur Canal Street, um den eigenen Bahnhof in der Innenstadt zu erreichen.